# Roemenië op het Eurovisiesongfestival 2021
Roemenië nam deel aan het Eurovisiesongfestival 2021 in Rotterdam, Nederland. Het was de 21ste deelname van het land aan het Eurovisiesongfestival. TVR was verantwoordelijk voor de Roemeense bijdrage voor de editie van 2021.

## Selectieprocedure
Na het afgelasten van het Eurovisiesongfestival 2020 besloot de Roemeense openbare omroep reeds op 31 maart 2020 dat Roxen in 2021 een nieuwe kans zou krijgen om haar vaderland te vertegenwoordigen op het Eurovisiesongfestival. In tegenstelling tot een jaar eerder werd er ditmaal voor geopteerd om de bijdrage intern te kiezen. De keuze viel uiteindelijk op Amnesia. Het nummer werd op 4 maart 2021 gepresenteerd aan het grote publiek.

## In Rotterdam
Roemenië trad aan in de eerste halve finale, op dinsdag 18 mei 2021. Roxen was als dertiende van zestien artiesten aan de beurt, net na Eden Alene uit Israël en gevolgd door Efendi uit Azerbeidzjan. Roemenië eindigde uiteindelijk op de twaalfde plaats, met 85 punten. Hiermee wist het land zich niet te plaatsen voor de finale.
1994 · 1995-1997 · 1998 · 1999 · 2000 · 2001 · 2002 · 2003 · 2004 · 2005 · 2006 · 2007 · 2008 · 2009 · 2010 · 2011 · 2012 · 2013 · 2014 · 2015 · 2016 · 2017 · 2018 · 2019 · 2020 · 2021 · 2022 · 2023 · 2024-2025
Albanië · Australië · Azerbeidzjan · België · Bulgarije · Cyprus · Denemarken · Duitsland · Estland · Finland · Frankrijk · Georgië · Griekenland · Ierland · IJsland · Israël · Italië · Kroatië · Letland · Litouwen · Malta · Moldavië · Nederland · Noord-Macedonië · Noorwegen · Oekraïne · Oostenrijk · Polen · Portugal · Roemenië · Rusland · San Marino · Servië · Slovenië · Spanje · Tsjechië · Verenigd Koninkrijk · Zweden · Zwitserland